# Mih Lachache
Mih Lachache (também escrito Mouiat el Achech) é uma vila na comuna de Mih Ouensa, no distrito de Mih Ouensa, província de El Oued, Argélia. A vila está localizada 17 quilômetros (11 milhas) a oeste de Mih Ouensa e 35 quilômetros (22 milhas) a sudoeste da capital provincial El Oued.